# Здуни (Ловицький повіт)
Здуни (пол. Zduny) — село в Польщі, у гміні Здуни Ловицького повіту Лодзинського воєводства.
Населення — 698 осіб (2011).
У 1975-1998 роках село належало до Скерневицького воєводства.

## Демографія
Демографічна структура станом на 31 березня 2011 року:
|          | Загалом | Допрацездатний вік | Працездатний вік | Постпрацездатний вік |
| -------- | ------- | ------------------ | ---------------- | -------------------- |
| Чоловіки | 342     | 55                 | 246              | 41                   |
| Жінки    | 356     | 59                 | 199              | 98                   |
| Разом    | 698     | 114                | 445              | 139                  |